# Filosseno Luzzatto
Filosseno Luzzatto (Trieste, 10 luglio 1829 – Padova, 25 gennaio 1854) è stato un linguista italiano.
La maggior parte dei suoi studi è scritta in lingua francese.

## Biografia
Figlio di Samuel David Luzzatto, si dedicò allo studio delle lingue semitiche e del sanscrito. Mentre leggeva il racconto di D'Abbadie dei suoi viaggi in Abissinia, decise di scrivere una storia dei Falascia. Tradusse in diciotto capitoli il Libro di Ezechiele, aggiungendo un commento ebraico. Luzzatto collaborò a molti periodici, principalmente su temi linguistici o esegetici. Di particolare interesse sono le sue osservazioni sulle iscrizioni nelle rovine dell'antico cimitero ebraico di Parigi ("Mémoires des Antiquités de France", xxii, 60).

## Principali pubblicazioni
- "L'Asia Antica, Occidentale e Media" (Milano, 1847);
- "Mémoire sur l'Inscription Cunéïforme Persane de Behistan," in "Journal de l'Institut Lombard" (ib. 1848)
- "Le Sanscritisme de la Langue Assyrienne" (Padova, 1849)
- "Études sur les Inscriptions Assyriennes de Persépolis, Hamadan, Van, et Khorsabad" (ib. 1850)
- "Notice sur Abou Jousouf Hasdai ibn Shaprout" (ib. 1852)
- "Mémoire sur les Juifs d'Abyssinie ou Falashas" (printed posthumously in "Arch. Isr." xii.-xv.).